# BO Геркулеса
BO Геркулеса (лат. BO Herculis), HD 336759 — двойная затменная переменная звезда типа Алголя (EA) в созвездии Геркулеса на расстоянии приблизительно 2532 световых лет (около 776 парсек) от Солнца. Видимая звёздная величина звезды — от +13,8m до +10,7m. Орбитальный период — около 4,2728 суток.
Открыта Куно Хофмейстером в 1928 году.

## Характеристики
Первый компонент — белая пульсирующая переменная звезда типа Дельты Щита (DSCT)* спектрального класса A7, или A7V. Масса — около 1,8 солнечной, радиус — около 3,73 солнечного, светимость — около 17,082 солнечной. Эффективная температура — около 6072 K.
Второй компонент — оранжевая звезда спектрального класса K4IV. Масса — около 0,4 солнечной, радиус — около 3,8 солнечного, светимость — около 4,6 солнечной. Эффективная температура — около 4344 K.